# Ed Macauley
Charles Edward "Ed" Macauley (St. Louis, 22 de março de 1928 - 8 de novembro de 2011) foi um jogador profissional norte-americano de basquete que atuou na NBA.

## Primeiros anos
Macauley passou seus dias de escola preparatória na St. Louis University High School, depois foi para a Universidade Saint Louis, onde seu time venceu o Campeonato NIT em 1948. Ele foi nomeado o Jogador do Ano pela AP em 1949. Seu apelido de "Easy Ed " veio durante um aquecimento pré-jogo, quando os torcedores gritaram "Acalme-se, Ed" porque ele (o capitão do time) não percebeu que havia corrido pela quadra durante a execução do hino nacional.

## Carreira na NBA

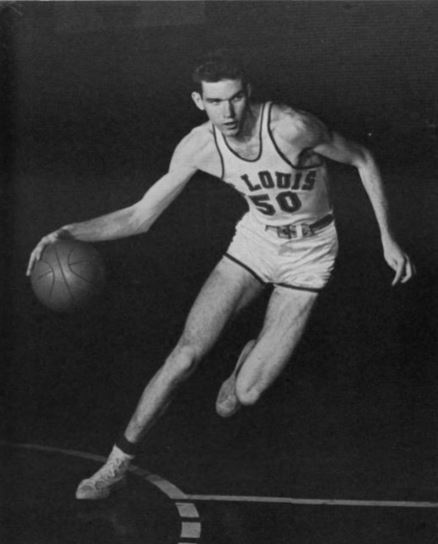
Macauley em SLU

Macauley jogou na NBA no St. Louis Bombers, Boston Celtics e St. Louis Hawks. Ele foi nomeado o MVP do primeiro All-Star Game da NBA (ele jogou nos sete primeiros) e foi nomeado para o All-NBA First Team da NBA em três temporadas consecutivas. No entanto, é uma troca orquestrada pelo proprietário dos Celtics, Walter Brown, pela qual Macauley é provavelmente mais conhecido, pois foi negociado do Boston Celtics para o St. Louis Hawks no dia do draft da NBA de 1956. Ele e Cliff Hagan foram enviados para os Hawks em troca de Bill Russell, que foi escolhido como a segunda escolha geral no draft daquele dia. De sua parte, Macauley convenceu um relutante Brown a trocá-lo, pois isso lhe faria um favor, já que o seu filho havia sido diagnosticado com meningite espinhal e estava em St. Louis recebendo cuidados na época. Todos os três jogadores acabariam no Hall da Fama, embora Russell seja considerado um dos maiores jogadores da história da liga.
Macauley chegou às finais da NBA em 1957 e teve médias de 14,9 pontos e 5,9 rebotes na série de sete jogos, que viu os Hawks perderem para os Celtics (fazendo sua primeira aparição nas finais na história da equipe) em sete jogos. Nas finais da NBA de 1958, os Hawks enfrentaram os Celtics. Os Hawks tinham quatro futuros membros do Hall da Fama, enquanto os Celtics tinham oito. Em sua última série de playoffs, ele teve médias de 5,8 pontos e 6,3 rebotes na série de sete jogos, que os Hawks venceram em sete jogos. Ele foi nomeado jogador-treinador da temporada de 1958-59 e jogou em quatorze jogos (todos na temporada regular) antes de se aposentar como jogador. Depois de mais uma temporada como treinador, ele se aposentou, levando-os às finais da NBA de 1960, que perderam em sete jogos para o Celtics. Nos dois anos em que Macauley treinou os Hawks, ele os levou a um recorde de 89-48, com um recorde de 9-11 nos playoffs.

## Legado
Macauley marcou 11.234 pontos em dez temporadas da NBA e foi introduzido no Hall da Fama em 1960. Aos 32 anos, ele ainda detém o recorde de ser o jogador masculino mais jovem a ser admitido. Seu uniforme número 22 foi aposentado pelo Boston Celtics em 16 de outubro de 1963, a mesma data em que seu companheiro de equipe, Bob Cousy, aposentou seu número 14. Ele também foi premiado com uma estrela na Calçada da Fama de St. Louis. A partir de 2022, Macauley continua sendo o único jogador a ter sua camisa aposentada pelo Boston que não levou a equipe a um título da NBA.

## Vida pessoal
Depois de se aposentar, ele se tornou diretor esportivo da KTVI, então afiliada da ABC em sua cidade natal, St. Louis. Em 1989, Macauley foi ordenado diácono da Igreja Católica. Com o padre Francis Friedl, foi co-autor do livro Homilies Alive: Creating Homilies That Hit Home.
Macauley morreu em 8 de novembro de 2011, em sua casa em St. Louis, Missouri, aos 83 anos.

## Estatísticas da NBA

### Temporada regular
| Ano      | Equipe    | PJ  | MPJ  | AP    | LL   | RT  | AS  | PPJ  |
| -------- | --------- | --- | ---- | ----- | ---- | --- | --- | ---- |
| 1949–50  | St. Louis | 67  | –    | .398  | .718 | –   | 3.0 | 16.1 |
| 1950–51  | Boston    | 68  | –    | .466  | .759 | 9.1 | 3.7 | 20.4 |
| 1951–52  | Boston    | 66  | 39.9 | .432  | .799 | 8.0 | 3.5 | 19.2 |
| 1952–53  | Boston    | 69  | 42.1 | .452* | .750 | 9.1 | 4.1 | 20.3 |
| 1953–54  | Boston    | 71  | 39.3 | .486* | .758 | 8.0 | 3.8 | 18.9 |
| 1954–55  | Boston    | 71  | 38.1 | .424  | .792 | 8.5 | 3.9 | 17.6 |
| 1955–56  | Boston    | 71  | 33.2 | .422  | .794 | 5.9 | 3.0 | 17.5 |
| 1956–57  | St. Louis | 72  | 35.9 | .419  | .749 | 6.1 | 2.8 | 16.5 |
| 1957–58† | St. Louis | 72  | 26.5 | .428  | .724 | 6.6 | 2.0 | 14.2 |
| 1958–59  | St. Louis | 14  | 14.0 | .293  | .600 | 2.9 | 0.9 | 4.6  |
| Carreira | Carreira  | 641 | 33.6 | .422  | .744 | 7.1 | 3.0 | 16.5 |
| All-Star | All-Star  | 7   | 22.0 | .387  | .854 | 4.6 | 2.6 | 11.9 |

### Playoffs
| Ano      | Equipe    | PJ | MPJ  | AP   | LL   | RT   | AS  | PPJ  |
| -------- | --------- | -- | ---- | ---- | ---- | ---- | --- | ---- |
| 1951     | Boston    | 2  | –    | .472 | .625 | 9.0  | 4.0 | 20.4 |
| 1952     | Boston    | 3  | 43.0 | .551 | .842 | 11.0 | 3.7 | 23.3 |
| 1953     | Boston    | 6  | 46.3 | .437 | .722 | 9.7  | 3.5 | 16.8 |
| 1954     | Boston    | 5  | 25.4 | .364 | .692 | 4.2  | 4.2 | 5.0  |
| 1955     | Boston    | 7  | 40.4 | .462 | .759 | 7.4  | 4.6 | 18.1 |
| 1956     | Boston    | 3  | 24.3 | .400 | .636 | 5.0  | 1.7 | 10.3 |
| 1957     | St. Louis | 10 | 29.7 | .404 | .730 | 6.2  | 2.2 | 14.2 |
| 1958†    | St. Louis | 11 | 20.6 | .404 | .720 | 5.6  | 1.6 | 9.8  |
| Carreira | Carreira  | 47 | 32.8 | .436 | .715 | 7.2  | 3.1 | 14.7 |